# Trigger Nation
Trigger Nation är det andra albumet av Rock Hard Power Spray, utgivet 2008.

## Låtlista
1. "The Return Of The Repressed In A Negative Form" - 01:13
2. "Distinguished" - 03:40
3. "We Belong In Bed" - 03:00
4. "Blackmail" - 02:53
5. "Trigger Nation" - 03:21
6. "Las Puritas Revino" - 02:53
7. "Fuck You" - 02:53
8. "The Narcotic Moment Of Creative Bliss" - 00:59
9. "I Think It Sucks" - 03:34
10. "Crash Course" - 03:43
11. "Dynasty" - 02:42
12. "Can't Seem To Get Old" - 02:40
13. "If I Ever See Your Face Again I Will Have To Kill Myself" - 02:20
14. "Catch The Fruit" - 06:17